# Compagnie des mines de Vendin
La Compagnie des mines de Vendin est une compagnie minière qui a exploité la houille à Annezin dans le bassin minier du Nord-Pas-de-Calais. La société est fondée le 31 mai 1854, elle commence par exécuter quelques sondages qui mettent en évidence la présence de charbon. Après bien des difficultés à placer ses actions, la société de recherches se transforme en société d'exploitation le 3 janvier 1856. Elle commence alors à Chocques une fosse no 1 qui est abandonnée la même année dans les sables mouvants à la profondeur de 20,53 mètres après avoir coûté 95 368,51 francs.
Elle ouvre, à Annezin, une fosse no 2, qui commence à produire en 1861 après bien des difficultés. La concession a été accordée entretemps le 6 mai 1857 et porte sur une superficie de 1 166 hectares, situés au nord de celle Bruay et à l'ouest de celle de Béthune. L'exploitation est faible, et ne provoque que des pertes de 1861 à 1869. En revanche, de 1870 à 1875, notamment grâce à la période où les houilles sont très demandées, les bénéfices sont de 939 727,82 francs. Cette situation permet à la Compagnie d'ouvrir à Annezin une fosse no 3 à partir de 1873, qui entre en exploitation en 1877. Son ouverture permet dans les premières années une hausse de la production, qui décroît aux alentours de 1880. C'est vers cette date que les fosses sont renumérotées. Ainsi, les fosses nos 1, 2 et 3 deviennent respectivement les fosses nos 0, 1 et 2, où la fosse no 0 est en fait l'avaleresse creusée et abandonnée à Choques en 1856. La Compagnie parvient à exister jusque 1900, date à laquelle les fosses sont inondées à cause d'une forte venue d'eau qu'il n'a pas été possible d'évacuer avec la seule machine à vapeur en service. 
La Compagnie est alors ruinée, et déclarée en faillite. Douze ans plus tard, la Compagnie des Charbonnages de Vendin-lez-Béthune reprend l'exploitation dans la concession en ouvrant deux nouveaux puits à Vendin-lès-Béthune. La fosse est en zone libre durant la Première Guerre mondiale, elle produit même 298 175 tonnes en 1917, si bien que vers 1930, le gisement est épuisé. La Compagnie reporte donc ses efforts dans le Boulonnais en y ouvrant une nouvelle fosse. Le puits no 1 des mines de Vendin, situé dans le jardin d'une maison, est mis en sécurité fin 2009.

## Historique

### Avant 1880

#### Société de recherches
Le 31 mai 1854, Messieurs Bouchet, de Bracquemont et Hanon-Sénéchal constituent, sous le nom de Société Hanon, une société pour la recherche de la houille dans les environs de Béthune, à l'ouest de la concession de Nœux, alors instituée, et au nord de celle de Bruay, à l'instruction. Cette société se composait de 25 parts de 4 000 francs, dont sept, libérées de tous versements, sont attribuées aux personnes qui ont eu l'idée des recherches et qui en surveillent l'exécution. Un premier sondage, no 269, est établi à Vendin-lès-Béthune. Il atteint le terrain houiller le 26 octobre 1854, à 198 mètres ; puis une première veine de houille de 55 centimètres, à 206 mètres, le 25 novembre ; et une deuxième de 92 centimètres, à 208 mètres, le 8 décembre.
Un deuxième sondage, no 270, est ouvert à Oblinghem par le système Kind. Après divers accidents, il atteint le terrain houiller le 10 novembre 1855, à 201 mètres. Trois autres sondages ont été exécutés en 1855 : à Annezin, no 271 ; à Chocques, no 272 et à Gonnehem, no 273. Les deux premiers rencontrent le terrain houiller et le troisième tombe sur le calcaire carbonifère.

#### Société d'exploitation
La Société de recherches Hanon se transforme en société d'exploitation par acte du 18 mai 1855. Elle n'est toutefois définitivement constituée que le 3 janvier 1856, à la suite des difficultés qu'a rencontré la souscription des actions. La nouvelle Société prend le nom de Société Houillère de Vendin-lez-Bèthune. Elle est purement civile. Son objet est la continuation des recherches, l'obtention d'une concession et l'exploitation des mines découvertes et à découvrir. Son existence compte du jour où seraient souscrites 750 des 3 000 actions de 1 000 francs émises.
L'apport des fondateurs, sondages, matériel, droits d'invention et de priorité, est représenté par 468 actions libérées. Trente-deux actions, également libérées, sont mises à la disposition du conseil d'administration pour récompenser les services rendus à la société, ce qui porte à 500 le nombre d'actions libérées. Les actions sont nominatives. La Société est gérée par un conseil d'administration composé de six membres, qui doivent posséder chacun au moins quinze actions. Ils sont nommés par l'assemblée générale pour six ans, et renouvelés chaque année par sixième. Leurs pouvoirs sont les plus étendus.
L'assemblée générale se compose de tout porteur d'au moins cinq actions, donnant droit à une voix. Le même actionnaire ne peut avoir plus de cinq voix. Son objet est d'entendre le rapport du conseil d'administration ; de recevoir les comptes et les approuver s'il y a lieu ; de nommer les membres du conseil et un comité de trois membres pour la vérification des comptes ; de fixer, sur la proposition du conseil, la quotité des dividendes annuels...
Le 31 décembre de chaque année, les écritures sont arrêtées et l'inventaire dressé par les soins du conseil d'administration, qui détermine le chiffre du dividende. Il est créé un fonds de réserve au moyen d'un prélèvement d'un quart pour cent sur les bénéfices nets de la société, c'est-à-dire sur les bénéfices excédant l'intérêt de 5 % payé sur les sommes versées. Ce fonds de réserve ne pourra dépasser 300 000 francs. Les souscripteurs d'actions se font attendre, et c'est seulement le 3 janvier 1856 que la Société peut être définitivement constituée par la souscription de 900 actions.

#### Émission d'actions à prime
Toutefois le conseil d'administration a confiance dans le résultat final de son émission et, le 3 janvier 1856, il limite à 900 le nombre des actions à placer au pair, et décide une émission supplémentaire de 300 actions avec une prime de 200 francs au profit de la société. Mais il n'a pu en être placé que 94 à ces conditions. Il a été ainsi réalisé un premier capital espèces de 1 012 800 francs.

#### Émission d'actions au-dessous du pair et d'obligations
Les difficultés énormes rencontrées dans le percement de la fosse no 2, jointes aux dépenses faites à la fosse no 1, ont complètement absorbé, au commencement de l'année 1859, le capital émis jusqu'alors de 1 012 800 francs. Une somme de 500 000 francs est nécessaire pour achever la fosse d'Annezin. Les embarras dans lesquels se trouve la Compagnie sont peu encourageants pour obtenir du public cette somme. On décide l'émission de 1 500 obligations de 200 francs, rapportant 5 % d'intérêt et donnant droit aux souscripteurs de les convertir en actions, à la rencontre de la houille dans le puits, à raison de quatre obligations pour une action ; soit avec une prime de 200 francs par action.
On autorise en même temps le conseil d'administration à se procurer les 200 000 francs restant par l'émission d'actions à un taux qui ne peut être inférieur à 800 francs. Les obligations sont souscrites avec empressement par les actionnaires, et les difficultés de la fosse d'Annezin étant surmontées, on ne juge pas utile de recourir à l'émission d'actions, qui d'ailleurs sont alors peu recherchées et en baisse. On se procure 200 000 francs par des emprunts à des particuliers, emprunts que l'on s'oblige à rembourser dans le délai de cinq ans.
Ces 500 000 francs, ajoutés au produit des 999 actions payantes alors émises, et qui ont donné, avec les intérêts de retard, 1 017 800 francs, soit un capital de 1 517 800 francs, sont dépensés à la fin de 1860, et on ne peut continuer l'entreprise qu'en se procurant de nouvelles ressources. L'assemblée générale du 1er juin 1861 décide l'émission de 1 500 obligations de 350 francs, devant produire 525 000 francs, rapportant 5 % d'intérêt et remboursables, avec prime de 50 francs, en douze ans, à partir de 1864.
Ces obligations, parait-il, ne furent pas entièrement souscrites, car le bilan du 31 décembre 1860 porte 300 000 francs pour les obligations et celui du 31 décembre 1861, 227 450 francs. Or les 300 000 francs d'obligations créés le 17 janvier 1859 ont été, suivant les conditions de leur émission, converties en totalité ou en forte partie en actions dès le 1er octobre 1861. Quoi qu'il en soit, à cette époque, les embarras financiers sont grands ; il est même question de prononcer la liquidation de la Société. Cette motion est repoussée et on décide l'émission, même au-dessous du pair, des actions restant à la souche. Un certain nombre de ces actions ont été placées ou souscrites par les administrateurs au taux de 600 francs, soit avec une perte de 400 francs sur le prix nominal de 1 000 francs.
En résumé, la Compagnie de Vendin a émis à la fin de 1861, 2 713 actions. 500 actions sont attribuées aux fondateurs, 905 sont émises au pair, pour 905 000 francs, 94 sont émises avec une prime de 200 francs, pour 112 000 francs, 1 214 sont données en remboursement d'obligations, ou émises bien au-dessous du pair, et ayant procuré 728 000 francs, soit un total de 2 713 actions, pour 1 746 200 francs.
Son bilan au 31 décembre 1861 s'établit ainsi : l'actif de 3 526 627,64 francs est composé des actions pour 286 000 francs, des actions libérées pour 500 000 francs, des actionnaires pour 524 200 francs, des débiteurs par compte pour 12 933,69 francs, des terrains pour 103 121,37 francs, des constructions pour 239 919,00 francs, des machines pour 134 582,98 francs, des approvisionnements pour 160 267,15 francs, des travaux pour 1 565 389,55 francs et de la caisse pour 21 390 francs. Le passif de 3 526 627,64 francs est constitué par le capital pour 3 000 000 francs, les créanciers par compte pour 299 177,64 francs et les obligations pour 227 450 francs.
Ainsi, à la fin de 1861, la Compagnie de Vendin ne possède qu'une fosse entrant à peine en extraction. Elle a alors dépensé, en luttes contre des difficultés de travaux, la somme considérable de 2 203 280,05 francs dont 1 565 389,55 francs en travaux et 637 890,50 francs en terrains, constructions, machines et approvisionnements.

#### Emprunts de 1875 à 1879
L'ouverture d'une troisième fosse en 1873, les difficultés que présente son creusement, nécessitent, dès 1875, l'émission de 1 000 obligations de 400 francs, remboursables à 440 francs, en huit années, à partir de 1878 et produisant un intérêt de 6 % soit 400 000 francs. La Compagnie emprunte de plus, à divers, en 1875, 1876 et 1877, des sommes s'élevant à 550 000 francs.
L'exploitation de la fosse no 2 a réalisé, de 1870 à 1875, des bénéfices dont une partie a été distribuée en dividendes aux actionnaires. Mais dès 1876, cette exploitation est en perte et, pour éviter de se trouver sous le coup de remboursements exigibles à des dates rapprochées, on se décide, en 1877, à consolider la dette flottante par l'émission de 2 000 obligations du type de celles de 1875 et remboursables à 440 francs, en huit ans, à partir de 1886, soit 800 000 francs.
Le placement de ces obligations n'a pas pu être obtenu tout d'abord, et le 1er juin 1878, il n'en a été souscrit que 806. Enfin on parvient à placer parmi les actionnaires le solde de ces obligations dans l'assemblée générale du 23 août 1879, ce qui a permis de rembourser la dette flottante de 550 000 francs. Les intérêts et le remboursement de ces emprunts, impôt compris, constituent une lourde charge annuelle que l'on évalue à 120 400 francs, de 1880 à 1885 et à 140 600 francs, de 1886 à 1893.

#### Concession

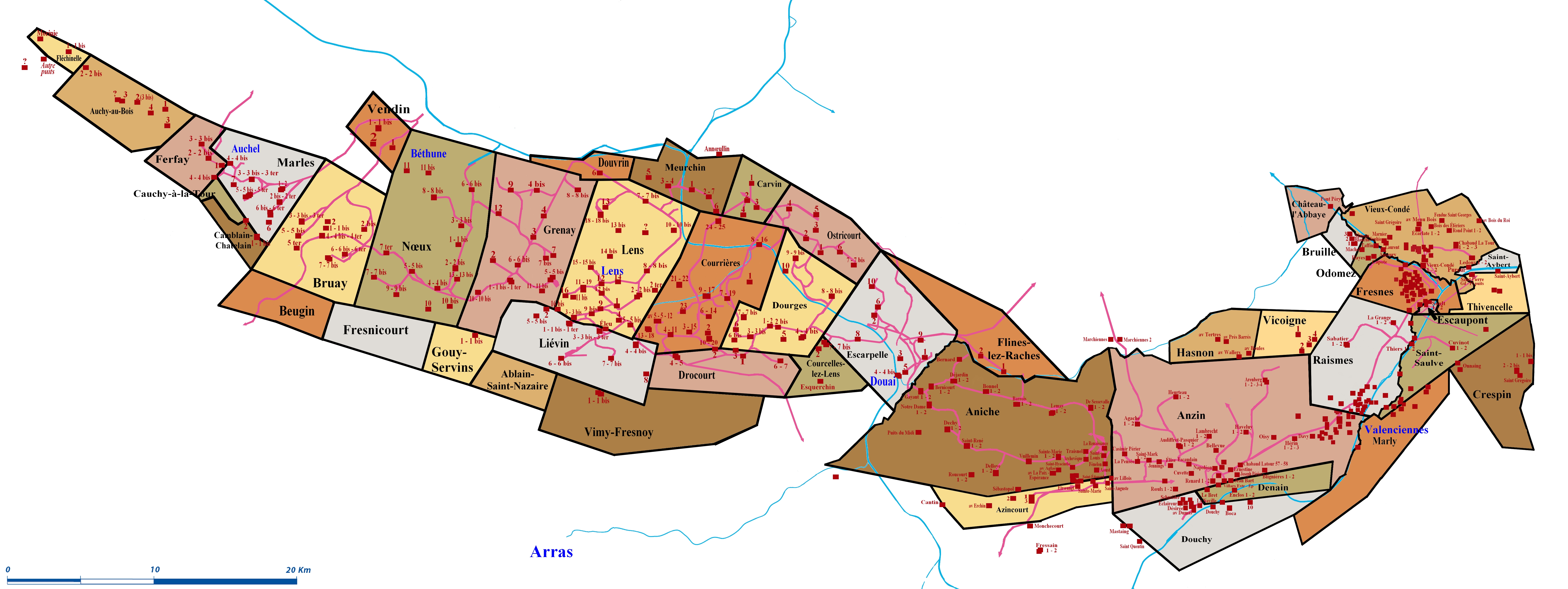
La concession de Vendin est située au nord de celle de Bruay, et à l'ouest de celle de Compagnie des mines de Béthune. Le Boulonnais n'est pas représenté.

Aussitôt après la découverte de la houille au sondage de Vendin, la Compagnie Hanon a formé une demande de concession. La Compagnie Lecomte, qui vient d'obtenir la concession de Bruay, formule immédiatement une opposition à cette demande, et sollicite pour elle-même une extension de la concession de Bruay sur les terrains où les travaux de la Société de Vendin viennent de constater la présence du terrain houiller et de la houille. Elle appuie sa demande en concurrence par l'exécution de plusieurs sondages sur le terrain revendiqué par la Société de Vendin. Elle invoque en même temps la prétendue promesse faite par l'Administration, dans la lettre d'envoi de son décret de concession, de la réserve expresse, suivant elle, de tous les terrains situés au nord et au sud des limites de sa concession sur lesquels la présence de la houille pourrait être ultérieurement reconnue : enfin, le principe de la division du Bassin en tranches dirigées du nord au sud qui aurait présidé, dit-elle, à l'établissement de toutes les concessions nouvelles du Pas-de-Calais.
Ces arguments ont été écartés dans l'instruction des demandes par l'administration locale ; ils le sont également dans l'avis du Conseil général des Mines, et finalement un décret du 6 mai 1857 tranche la question en faveur de la Compagnie de Vendin et lui accorde une concession s'étendant sur 1 166 hectares,.

#### Travaux

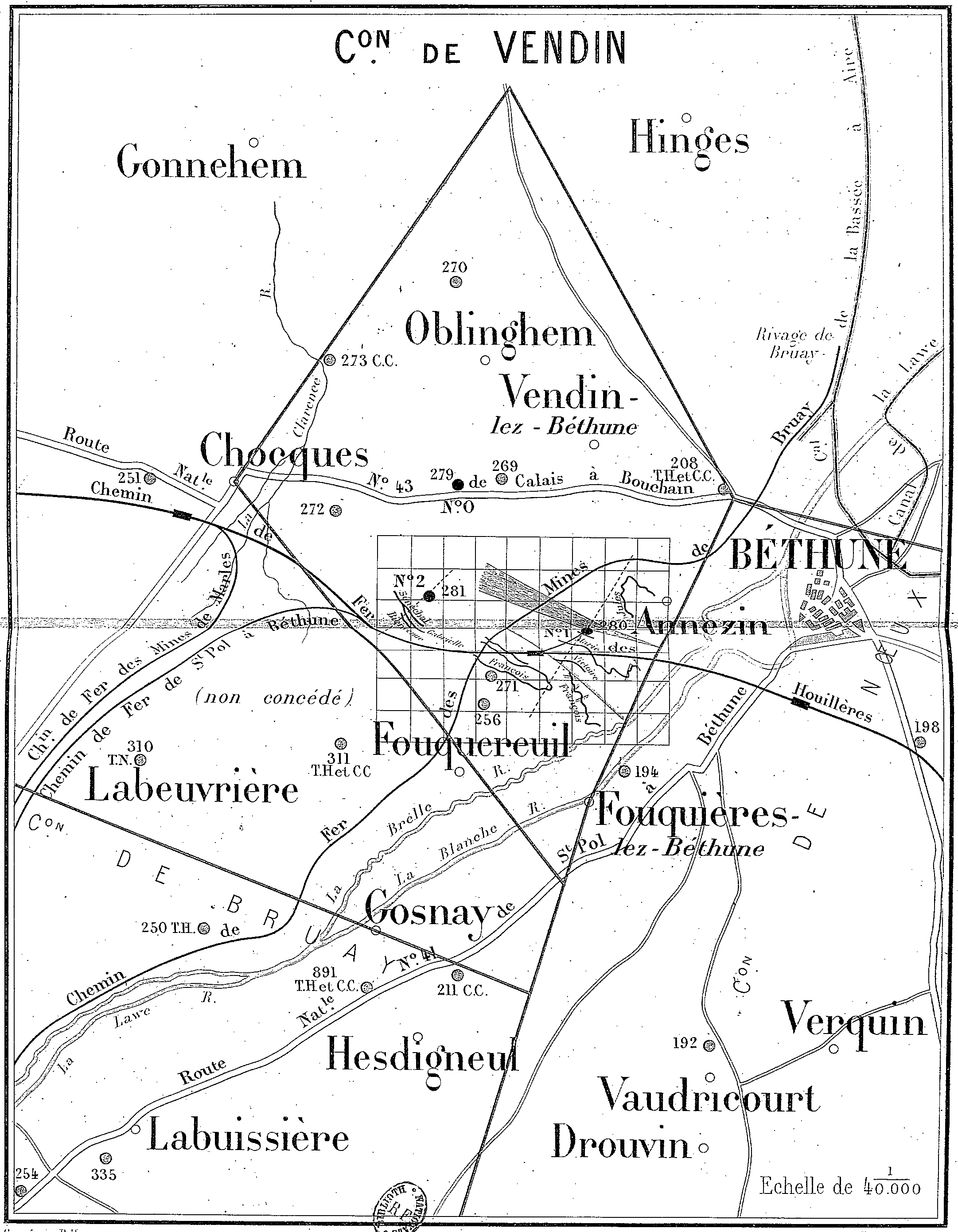
État des travaux en 1880.

Le terrain houiller et la houille sont reconnus dans la concession par sept sondages. Dès le mois de janvier 1856, la Société de Vendin ouvre une fosse, dite Fosse la Paix, à Chocques, sur la route de Béthune à Lillers. La traversée de sables mouvants, malgré l'emploi d'une tour descendante et d'un tube en tôle, présente des difficultés tellement grandes que, sur l'avis de M. Guibal, on se décide à suspendre cette fosse à la profondeur de 20,53 mètres, après une dépense de 95 368 francs entièrement perdus. Cette fosse a depuis été complètement abandonnée. On a songé un moment à continuer le creusement par le procédé Guibal, puis par le procédé Kind ; mais il n'a pas été donné suite à ces idées.
Une seconde fosse a été ouverte au commencement de 1857, à Annezin, à 1 500 mètres environ de la première, et elle présente des difficultés de creusement encore plus grandes que celle-ci. Pour venir à bout des eaux, il a fallu ouvrir, à côté l'un de l'autre, deux puits sur lesquels fonctionnent deux machines d'épuisement de plus de 200 chevaux chacune, mettant en mouvement huit pompes, deux de 70 centimètres de diamètre et six de 50 centimètres de diamètre. On a eu à épuiser jusqu'à 523 800 hectolitres par 24 heures. La consommation de combustible s'élève jusqu'à 325 hectolitres et une dépense de 600 francs par jour.
Voici en quels termes M. Sens, ingénieur des Mines du sous arrondissement minéralogique d'Arras, rend compte au Conseil général du Pas-de-Calais, en juillet 1858, des travaux de la fosse d'Annezin :
«  La fosse d'Annezin, ouverte le 20 janvier 1857, est arrivée, le 15 juin suivant, à la profondeur de 16,80 mètres dans le terrain d'argile plastique, après avoir heureusement traversé 10,85 mètres de terrains sableux supérieurs. Ce premier tronçon de fosse est revêtu d'un solide cuvelage à 18 pans, présentant 3,98 mètres de diamètre dans œuvre. Une puissante machine d'épuisement à traction directe, de la force de 200 chevaux, est installée sur la fosse, puis l'on se met en devoir de pousser à la fois et l'approfondissement et l'extraction des eaux, dont le volume affluent s'élève bientôt jusqu'à 260 000 hectolitres par 24 heures. La tête de la craie a été atteinte, malgré d'énormes difficultés, à la profondeur de 22,25 mètres. On y pénètre jusqu'à 22,80 mètres, et l'on commence, à ce niveau, la pose du second tronçon de cuvelage. Mais à mesure que ce cuvelage monte, les eaux emprisonnées derrière le boisage provisoire jaillissent avec plus de force, en délayant et désagrégeant les terrains. Il en résulte des mouvements qui se communiquent au massif de la machine, et l'on voit la maçonnerie se lézarder de haut en bas. La machine dès lors ne peut plus être maintenue en place : on est d'ailleurs en face d'un énorme volume d'eau à extraire ; on se décide donc à ouvrir un puits auxiliaire à 20 mètres de distance du premier. À ce nouveau siège, les terrains supérieurs sont traversés par une tour en maçonnerie qui pénètre de 1,50 mètre dans les argiles plastiques, puis dans celles-ci on dispose quatre picotages à 12,55 mètres, 14,15 mètres, 15,65 mètres et 17,48 mètres de profondeur, en ayant soin de soutenir les terrains, au-dessus de chacun d'eux, par un bon cuvelage polygonal en orme. Cela fait, on établit au fond du puits une trousse coupante à l'aide de laquelle on s'enfonce de 6,20 mètres dans la craie, à la profondeur totale de 26 mètres. Enfin, on vient à bout de consolider les deux puits par un cuvelage en chêne définitif, malgré l'abondance des eaux qui fournissent jusqu'à 35 mètres cubes par minute. On parvient à les battre par le jeu incessant de six pompes de 50 centimètres de diamètre, dont quatre sont attelées sur le nouveau puits à une machine horizontale fixe de 200 chevaux ; les deux autres sont conduites sur la fosse primitive par une machine à traction directe de 50 chevaux. 

Aujourd'hui, pour continuer le percement dans la craie, ces moyens d'actions ne sont plus déjà suffisamment énergiques. On travaille donc à installer huit pompes, à savoir : quatre pompes de 50 centimètres sur le premier puits qu'on a pu réarmer après sa consolidation de la machine primitive à traction directe (de 200 chevaux) ; deux pompes de 50 centimètres et deux pompes de 70 centimètres de diamètre menées sur le deuxième puits par la machine horizontale. Il y a lieu d'espérer que ces dispositions, d'un si puissant effet, triompheront des difficultés vraiment extraordinaires rencontrées jusqu'à ce jour et que la Compagnie de Vendin pourra recueillir enfin le fruit de ses courageux et persévérants efforts.  »
On parvient, après bien des péripéties, à surmonter ces immenses difficultés, et au commencement de l'année 1859, les puits sont approfondis à 32,20 mètres, et les eaux réduites à 8 000 hectolitres par 24 heures. L'un des puits est abandonné et dans l'autre le travail s'exécute ensuite dans les conditions ordinaires. À la fin de la même année, on atteint le terrain houiller à 178 mètres, puis bientôt après une première couche de houille à 12,6 % de matières volatiles. Le puits entre en exploitation fin 1861, mais cette exploitation est faible et ruineuse à cause de l'irrégularité des terrains rencontrés. Elle est suspendue pour continuer l'approfondissement du puits, et l'exploitation reprise en profondeur et en s'éloignant du puits donne des résultats plus favorables.

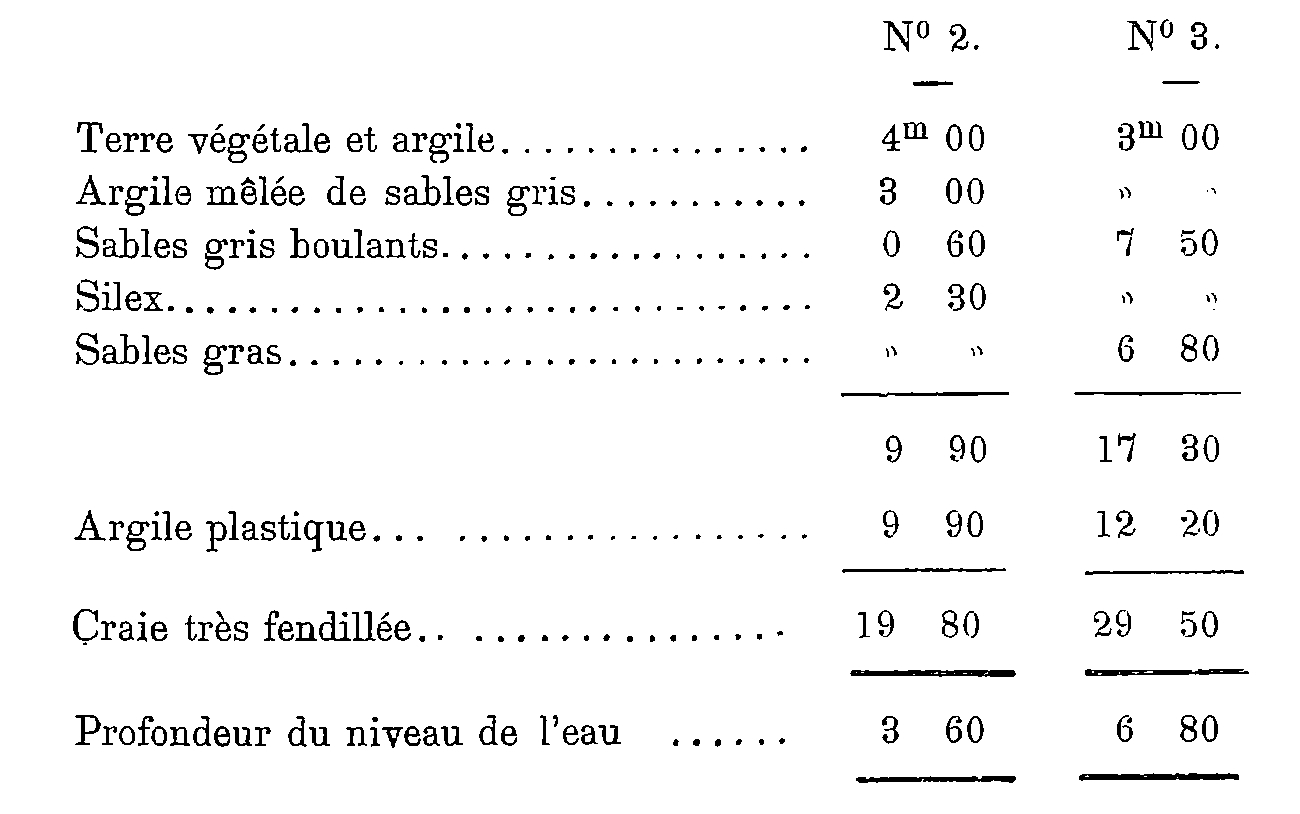
Terrains recoupés lors du fonçage des puits nos 2 et 3.

Cette fosse a coûté, matériel d'exploitation compris, 2 251 333,93 francs. En 1873, La Société ouvre une nouvelle fosse sur le gisement de la précédente. Elle est creusée par le système Kind-Chaudron, mais la traversée de 30 mètres de terrains tertiaires supérieurs présente de grandes difficultés. Il a fallu recourir à l'emploi d'une tour coupante en maçonnerie, puis à l'enfoncement de trois tubes concentriques, le premier en fonte et les deux autres en tôle, qui ont pénétré jusqu'à la profondeur de 26,50 mètres. Alors le travail au trépan s'exécute sans encombre jusqu'à 110 mètres, où l'on établit la base du cuvelage en fonte.
Pour se rendre compte des difficultés qu'a présentées le creusement des fosses nos 2 et 3 d'Annezin, il est utile de donner la composition du terrain qu'on a eu à traverser.
La traversée de ces mauvais terrains s'est effectuée à la fosse no 2 de la manière suivante. On a d'abord exécuté une maçonnerie fixe jusqu'à la profondeur de 3,60 mètres, puis on a descendu une tour en maçonnerie, précédée d'une trousse coupante en fer, jusqu'à la profondeur de 11,30 mètres, pénétrant ainsi de 1,50 mètre dans l'argile plastique. On a ensuite continué le creusement du puits, en soutenant les parois avec des croisures, ou faux cuvelage, jointives jusque dans la craie solide. Ce dernier travail a été excessivement difficile à cause de l'énorme volume d'eau fourni par la craie fendillée et dont on n'est venu à bout que par le creusement d'un deuxième puits à côté du premier et la marche simultanée, sur ces deux puits, de deux machines d'épuisement puissantes et de huit pompes.
À la fosse no 3, malgré l'emploi du système Kind-Chaudron, on a dû recourir à des travaux importants pour le passage des sables. On a d'abord exécuté une maçonnerie fixe de 6,20 mètres, puis descendu à l'intérieur une tour avec trousse coupante de cinq mètres de diamètre. Elle s'est arrêtée à 11,10 mètres, bien avant d'atteindre l'argile plastique, et un effort de plus de 150 000 kilogrammes n'a pu lui faire dépasser cette profondeur. On a eu recours alors à l'emploi de trois tubes concentriques, le premier en fonte et les deux autres en tôle, que l'on a fait pénétrer jusqu'à la profondeur de 26,50 mètres, et ensuite on a continué le creusement du puits au trépan. L'exécution de ces travaux difficiles a exigé beaucoup de temps et de grandes dépenses.

#### Chemin de fer
La première fosse d'Annezin est située assez près du chemin de fer du Nord. Cependant, pour y relier cette fosse, la Compagnie a dû recourir à la déclaration d'utilité publique qui lui a été accordée par un décret du 28 août 1860. En 1877, on construit un nouvel embranchement destiné à relier la fosse no 3. Ces embranchements présentent un développement de deux kilomètres.

#### Extraction
La fosse d'Annezin entre en exploitation à la fin de 1861. Sa production a été de 810 tonnes en 1861, 7 520 tonnes en 1862, 23 000 tonnes en 1863, 33 560 tonnes en 1864, 29 716 tonnes en 1865, 26 871 tonnes en 1866, 32 967 tonnes en 1867, 38 204 tonnes en 1868 et 36 518 tonnes en 1869, soit un cumul de 229 166 tonnes sur la période. La production est de 50 543 tonnes en 1870, 41 256 tonnes en 1871, 50 543 tonnes en 1872, 45 305 tonnes en 1873, 35 443 tonnes en 1874, 35 050 tonnes en 1875 et 41 034 tonnes en 1876, soit un cumul de 299 174 tonnes sur la période.
La fosse no 2 commence à produire une faible quantité en 1877, et l'extraction totale de cette année s'élève à 50 707 tonnes. Elle est en 1878 de 60 684 tonnes et de 62 298 tonnes en 1879. La production totale est de 702 029 tonnes.

#### Gisement

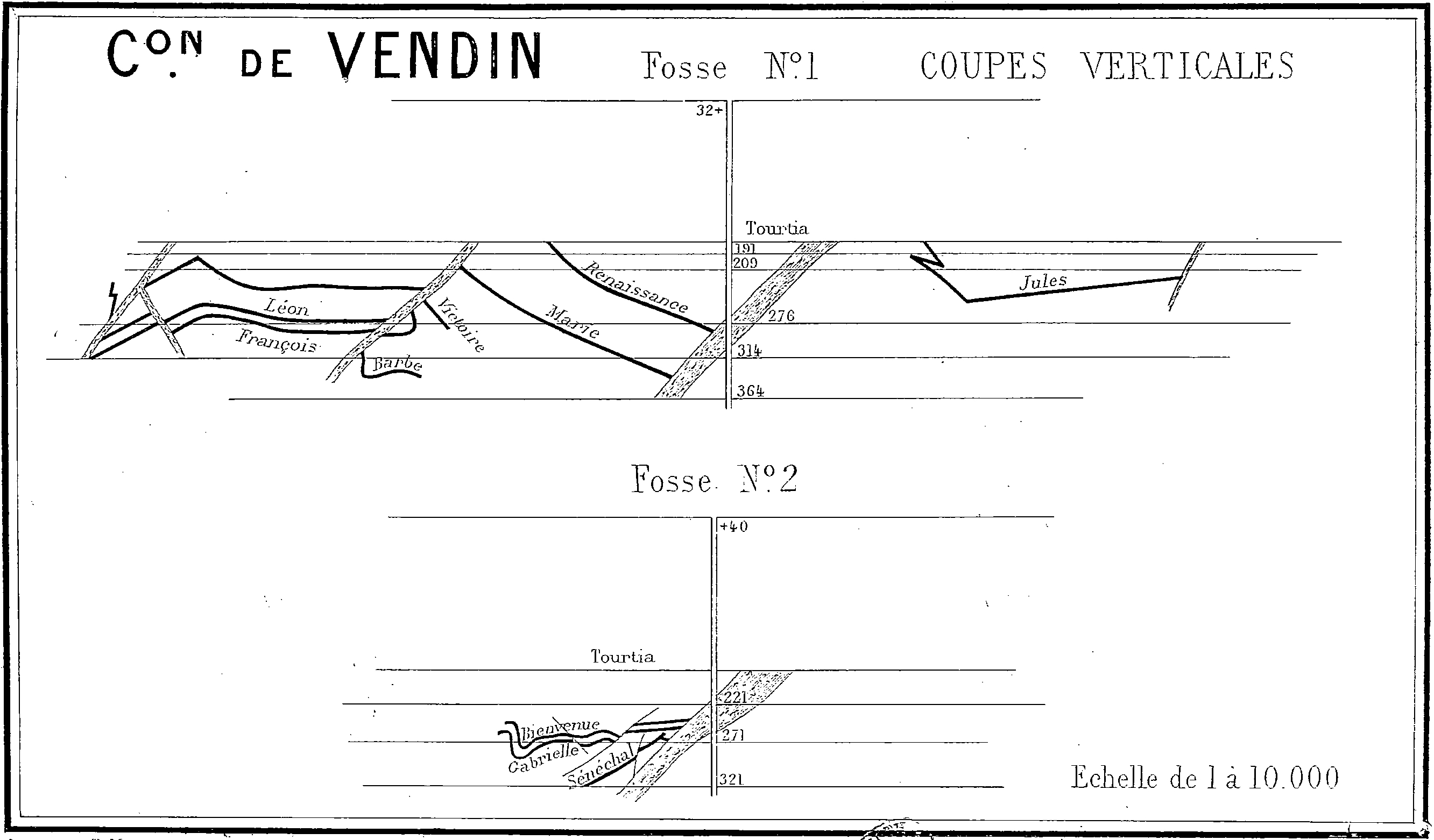
Coupes verticales des puits nos 1 et 2 vers 1880.

Le plan et les coupes verticales des travaux montrent que les couches de houille rencontrées par les deux fosses de Vendin sont affectées par des failles et accidents qui rendent leur allure très irrégulière, et par conséquent, leur exploitation difficile et coûteuse. Cette circonstance explique le faible développement de la production, influencé d'un autre côté par la difficulté de l'écoulement de houilles de nature maigre, tenant seulement de 11 à 12 % de matières volatiles. Le gisement, plus complètement exploré, est mieux connu, la Société de Vendin, avec ses deux fosses, va pouvoir augmenter notablement sa production, d'autant plus que les couches paraissent se régulariser en profondeur.

#### Prix de revient
Les rapports du conseil d'administration aux assemblées générales donnent les prix de revient bruts, ou de l'exploitation de la fosse no 1.
Ces prix de revient ont été de 14,22 francs la tonne en 1867, 12,99 francs en 1868 et 12,59 francs en 1869, la moyenne des trois années de 1867 à 1869 est de 13,26 francs. Pendant les trois années suivantes, 1870-1872, le prix moyen descend à 9,79 francs, le prix de revient est de 9,03 francs la tonne en 1870, 10,42 francs en 1871 et 9,92 francs en 1872.
Le prix de revient s'élève ensuite, pendant la crise houillère à 12,94 francs la tonne en 1873, 15,55 francs en 1874, 16,04 francs en 1875 et 15,69 francs en 1876, la moyenne des quatre années de 1873 à 1876 est de 15,05 francs. En 1877, le prix de revient baisse de 1,69 franc par tonne, il est de 13,98 francs. Il a dû s'abaisser assez notablement en 1878 et 1879.

#### Prix de vente
Les mêmes rapports donnent pour prix moyen de vente des charbons de Vendin les chiffres suivants : 15,89 francs la tonne en 1867, 12,54 francs en 1868 et 10,73 francs en 1869, la moyenne des trois années de 1867 à 1869 est de 13,05 francs. Le prix de vente est de 12,18 francs la tonne en 1870, 13,04 francs en 1871 et 13,78 francs en 1872, la moyenne des trois années de 1870 à 1872 est de treize francs. Pendant la crise houillère, les prix s'élèvent à 18,33 francs la tonne en 1873, 19,60 francs en 1874, 17,90 francs en 1875 et 15,78 francs en 1876, la moyenne des quatre années de 1873 à 1876 est de 17,90 francs.
D'après les analyses faites à l'École des Mines en 1860 et 1877, la houille de Vendin se compose de 11 à 12,6 % de matières volatiles, 79,8 à 82,9 % de carbone fixe et 9,2 à 4,5 % de cendres. Ces houilles ne s'agglutinent pas et ne donnent pas de coke.
Comme exemple des variations des prix des houilles pendant la crise houillère, voici les prix de vente de la Compagnie de Vendin de 1872 à 1874. Le 1er février 1872, les prix de vente sont fixés à treize francs la tonne par marchés, 13,50 francs par vente courante, et 22 francs pour le gros. Le 1er août de la même année, le prix du tout venant est porté à quinze francs, et le 1er novembre suivant à 18 francs. Le gros se vend à cette dernière date trente francs. Le 1er février 1873, la Compagnie fixe le prix du tout venant à 21 francs et du gros à 32 francs. Les prix sont portés le 20 mars suivant à 26 francs pour le tout venant et à 35 francs pour le gros, et le 20 juillet 1873, pour le tout venant à 28 francs, et le ler septembre suivant à trente francs.

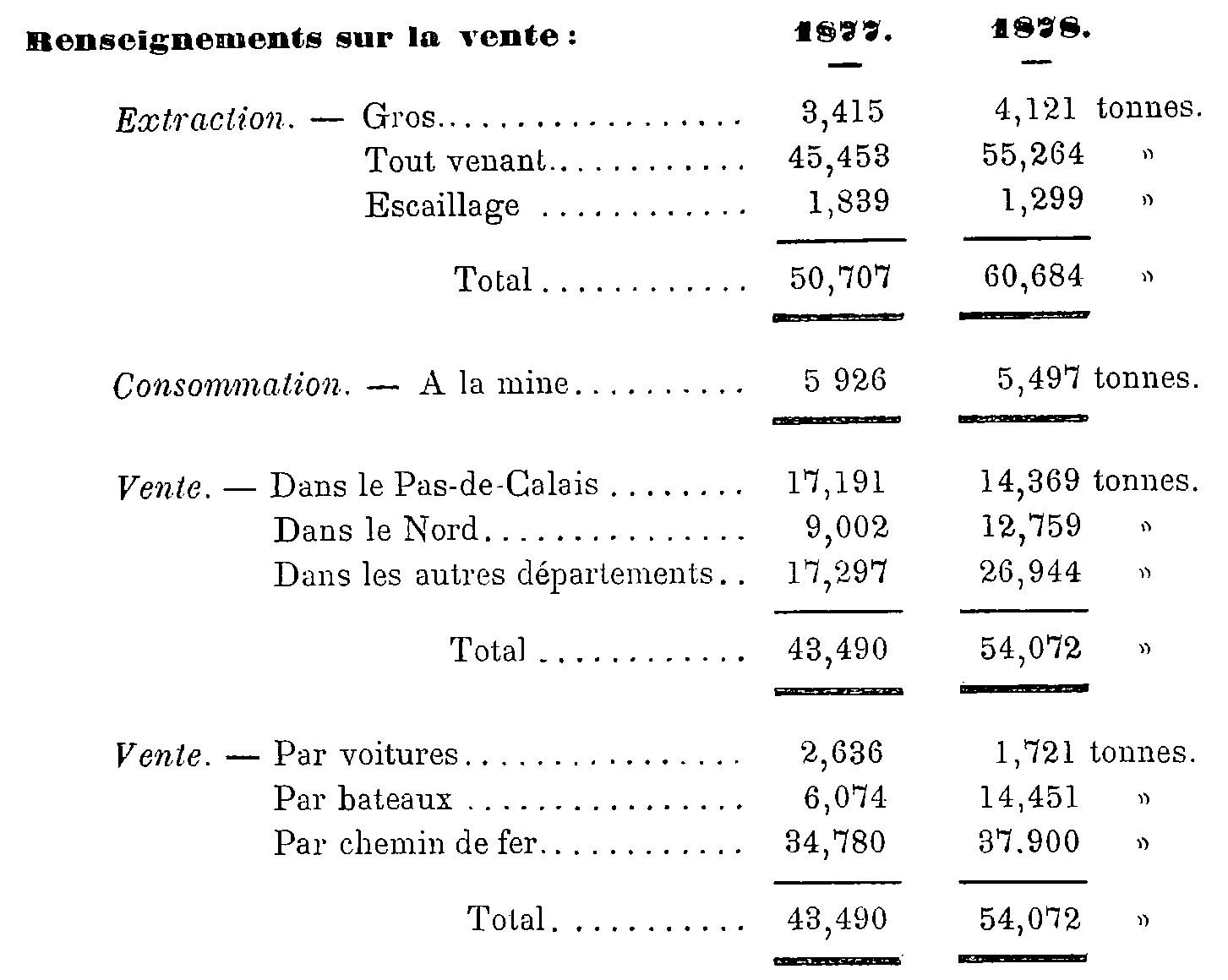
Renseignements sur la vente.

Mais dès le mois de novembre, les demandes de houille se ralentissent ; les stocks sont importants ; on est obligé d'abaisser successivement les prix, qui ne sont plus en mars 1874, pour le tout venant, que de 23 francs. Les marchés conclus avant la hausse réduisent considérablement le prix moyen qui diffère complètement des prix courants donnés ci-dessus. Ce prix moyen est de 1,229 franc l'hectolitre en juin 1872, 1,235 franc en août, 1,252 franc en novembre, 13,54 francs la tonne en février 1873, 16,60 francs en mars, 20,09 francs en juillet, 20,34 francs en septembre, 17,99 francs en novembre, 20,37 francs en mars 1874.
À partir de 1876, le prix de vente va en s'abaissant d'année en année. Ainsi, en 1877, il diminue de plus de trois francs par tonne et tombe à 12,78 francs. En 1878, il n'est plus que de 10,78 francs, d'après les rapports des Ingénieurs des Mines.

#### Résultats financiers
Jusqu'en 1870, l'exploitation de la fosse d'Annezin ne couvre pas ses frais. À partir de cette année, les prix de revient baissent, et les prix de vente augmentent ; alors la Société de Vendin réalise des bénéfices : 147 710,71 francs en 1870, 114 604,22 francs en 1871, 184 953,97 francs en 1872, 294 677,60 francs en 1873, 138 642,86 francs en 1874, 59 138,46 francs en 1875, soit 939 727,82 francs.
Pendant les deux années 1876 et 1877, le prix de revient est supérieur au prix de vente, et il y a perte de 11 569,39 francs en 1876 et de 67 751,97 francs en 1877.

#### Dividendes
Les bénéfices réalisés pendant la période de la crise houillère 1870-1874 sont employés en partie au percement d'une nouvelle fosse, et partie en répartition de dividendes aux 2 713 actions émises. Ainsi, on distribue sur les bénéfices 25 francs par action soit 67 825 francs en 1871, 30 francs par action soit 81 390 francs en 1872, 40 francs par action soit 108 520 francs en 1873, 40 francs par action soit 108 520 francs en 1874 et 20 francs par action soit 54 260 francs en 1875. Depuis, il n'a plus été fait de répartition de dividende jusque 1880 au moins.

#### Valeur vénale des actions
Les actions ne se placent qu'avec difficulté en 1855 au prix de 1 000 francs. Cependant, quoiqu'il n'en ait alors été placé que 1 000, plus 500 libérées, soit au total 1 500, la Compagnie en émet 94 au commencement de 1856, avec 200 francs de prime, soit à 1 200 francs. Les difficultés rencontrées dans le percement de la fosse no 2 font tomber le prix des actions à 575 francs à la fin de 1858. Le conseil d'administration est alors autorisé à créer des obligations de 200 francs, échangeables contre des actions, à raison de quatre obligations pour une action, ce qui met le prix de cette dernière à 800 francs.
Lorsque le niveau de la fosse no 2 est passé, au milieu de l'année 1859, les actions remontent à 865 francs, et en 1860, lorsqu'on est entré dans le terrain houiller, à 1 300 francs. Les débuts de l'exploitation n'étant pas favorables, les embarras financiers se présentent. Au milieu de l'année 1861, le conseil d'administration émet un certain nombre d'actions au taux de 600 francs, 400 francs au-dessous du pair, et encore le placement en est laborieux. À la fin de 1861, on a émis 2 713 actions ; c'est le nombre qui est encore en circulation vers 1880. En 1873, les actions reviennent à 1 000 francs. Elles atteignent 1 840 francs en août 1874, 2 030 francs en août 1875, chiffre maximum.
Elles redescendent ensuite à 1 710 francs en janvier 1876, à 1 060 francs en janvier 1877, à 630 francs en janvier 1878, et à 320 francs en janvier 1879. On les trouve cotées, à la Bourse de Lille, à 400 francs en décembre de la même année.

#### Dépenses faites
D'après le bilan arrêté au 31 décembre 1861, la Compagnie de Vendin, dont l'unique fosse entre à peine en extraction, a dépensé 2 203 280,05 francs dont 1 565 389,55 francs en travaux, 103 121,87 francs en achats de terrains, 239 919 francs en constructions, 134 582,98 francs en achats de machines et 160 267,15 francs pour les approvisionnements. Au 31 décembre 1871, elle reprenait ses dépenses dans son bilan pour un montant de 2 830 749,34 francs dont 2 212 190,04 francs en travaux et 618 669,30 francs en inventaire.
Elle n'a encore qu'une seule fosse qui produit 40 000 à 50 000 tonnes par an, et commence à réaliser des bénéfices avec des prix de vente de douze à treize francs la tonne. Dans son rapport à l'assemblée générale du 2 juin 1877, le conseil d'administration indique qu'il a été dépensé 3 346 702,44 francs en puits dont 95 368,51 francs à la fosse no 1, 2 251 333,93 francs pour la fosse no 2, y compris son matériel d'exploitation, et plus de 1 000 000 francs à la fosse no 3, qui entre à peine en exploitation.
Si l'on ajoute à cette dépense, celle faite pour l'établissement de deux kilomètres de chemin de fer, la construction de 120 maisons d'ouvriers, et celle indispensable pour composer le fonds de roulement, y compris les approvisionnements de perches, d'objets de toutes sortes, les stocks de charbon... on arrive au chiffre d'environ 4,5 millions de francs pour le capital réellement dépensé dans l'entreprise de Vendin. La production de 1878 a été de 60 000 tonnes. Elle pourrait s'élever dans les années suivantes à 80 000 et même 90 000 tonnes. Le capital immobilisé sera toujours d'au moins 50 francs par tonne de houille produite.

#### Ouvriers et salaires

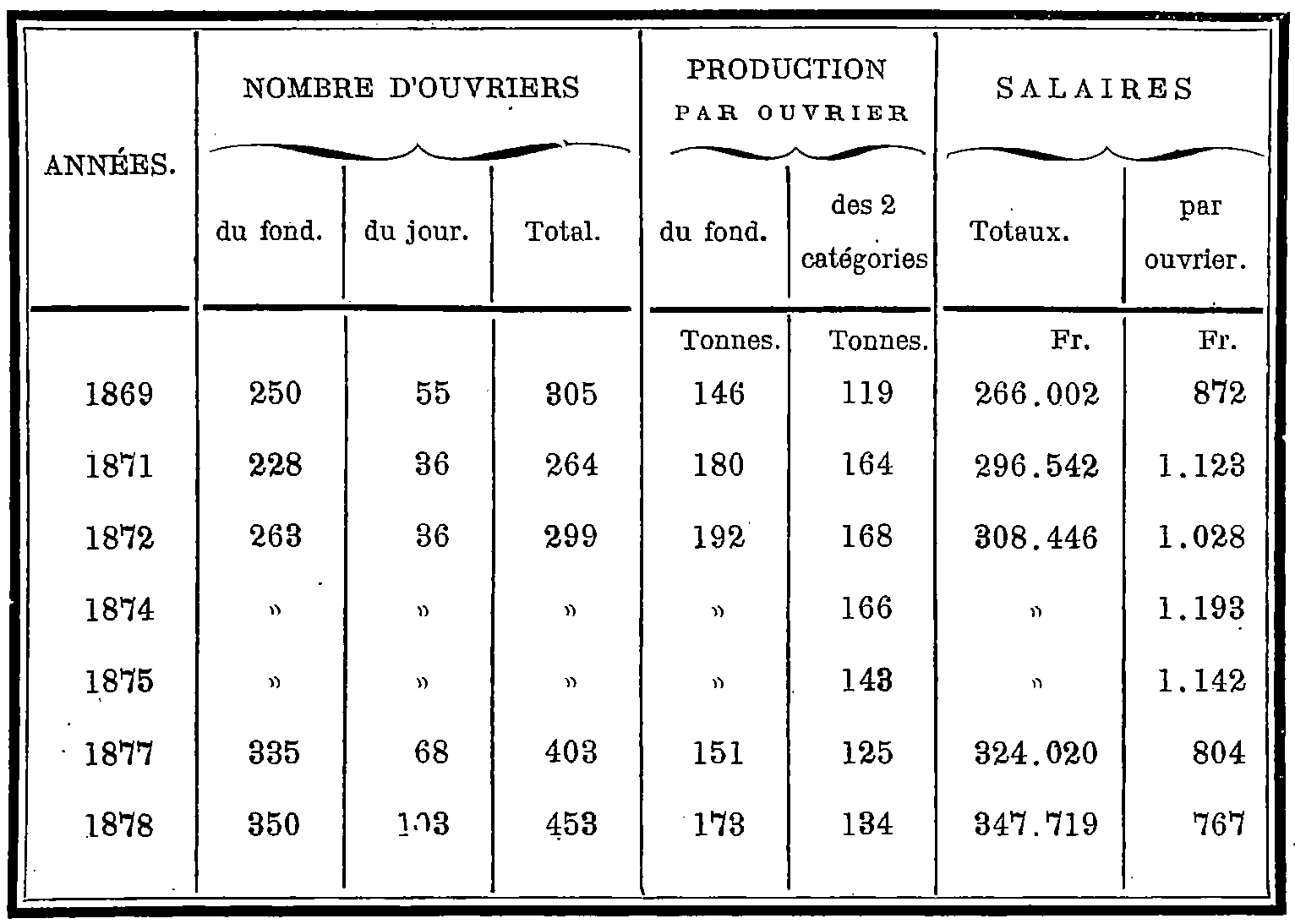
Ouvriers, productivité et salaires.

Les rapports des Ingénieurs des Mines fournissent les renseignements suivants sur les ouvriers, leur production annuelle et leurs salaires.

#### Maisons
Au commencement de 1861, la Compagnie possède 41 maisons d'ouvriers. En 1877, elle en possède 120. À raison de 1,7 ouvrier par maison, la Compagnie loge donc 204 de ses ouvriers, soit 50 % de son personnel.

#### Caisse de secours
C'est également en 1861 que la Compagnie a créé une caisse de secours, sur les bases de celles établies dans les autres houillères. Elle est alimentée par une retenue de 3 % sur les salaires des ouvriers, et par une cotisation proportionnelle de la Compagnie. En 1877, une école a été construite à Annezin, aux frais de la caisse de secours.

### Après 1880
En 1879, les deux fosses produisent 62 298 tonnes, et la Compagnie emploie 460 ouvriers. M. Cattié est le directeur-ingénieur. La production est de 33 000 tonnes en 1880.
L'exploitation se poursuit plus ou moins bien jusqu'au 16 mars 1900,. Ce jour-là, alors que rien ne l'indiquait, l'eau envahit les étages inférieurs de la fosse no 1 d'Annezin. La seule pompe à vapeur est inefficace et les deux fosses sont ennoyées. Le personnel parvient à s'échapper, mais un rapport de gendarmerie précise que quatre chevaux se sont noyés. Les cinq cents ouvriers qui travaillent alors pour la compagnie sont embauchés par les compagnies de Bruay et de Marles.
La Compagnie des mines de Vendin est ruinée. L'assemblée générale des actionnaires vote sa dissolution. La concession et les dépendances sont mises en adjudication au prix de 25 000 francs. Le 20 novembre 1900, des acquéreurs se présentent, il s'agit de Léon Bureau, avocat à Versailles et Émile Benoît, banquier à Paris. Adolphe Stievenard de Béthune les représente pour la transaction.
Les corons, située près du cimetière d'Annezin et le château (l'ancienne demeure des seigneurs d'Annezin) où se trouvent les bureaux de la Compagnie sont vendus à la Compagnie de Bruay. La Compagnie cesse alors d'exister, les fosses sont abandonnées.

## Les fosses
Quatre puits ont été ouverts dans la concession de Vendin, dont deux sont restés à l'état d'avaleresse.

### Fosseno0 La Paix
La fosse no 0, dite fosse La Paix, primitivement nommée no 1, est ouverte à Chocques en janvier 1856,. Elle est suspendue, puis abandonnée à 20,53 mètres. L'emploi d'une tour en maçonnerie descendante et d'un tube en tôle n'a pas permis de descendre au-dessous de cette profondeur. Le terrain est composé de sables mouvants. Il reste encore 8,73 mètres de sables à traverser avant d'atteindre l'argile plastique qui règne sur 11,29 mètres. Il a été un moment question de continuer la fosse avec le procédé Kind, puis avec le procédé Guibal, mais on a renoncé à cette idée. Il a été dépensé à cette fosse 95 368,51 francs, entièrement perdus.

### Fosseno1 d'Annezin
50° 31′ 41″ N, 2° 36′ 41″ E
La fosse no 1, primitivement nommée no 2, à Annezin est ouverte au commencement de 1857,. Le fonçage du puits présente des difficultés excessives. On ne parvient à vaincre les eaux qu'en creusant, à côté l'un de l'autre, deux puits sur lesquels fonctionnent deux machines d'épuisement de plus de 200 chevaux chacune, et huit pompes, dont deux de 70 centimètres de diamètre et six de 50 centimètres. On épuise jusqu'à 523 800 hectolitres d'eau par 24 heures, et on consomme 325 hectolitres, ou pour 600 francs de charbon par jour. À 32,30 mètres, les eaux sont réduites à 8 000 hectolitres par 24 heures, en janvier 1859 ; puis le travail s'exécute dans les conditions ordinaires. Il a une épaisseur de 19,80 mètres de terrains tertiaires. La base de cuvelage est à 110,55 mètres. Le terrain houiller est atteint à 178 mètres, la houille contient 12,6 % de matières volatiles. Le second puits est resté à l'état d'avaleresse.
La fosse entre en exploitation fin 1861. Les terrains sont assez accidentés, mais s'améliorent cependant en profondeur. Le puits est profond de 380 ou 384 mètres. Cette fosse a coûté, matériel d'exploitation compris, 2 251 333,93 francs. La fosse produit 810 tonnes en 1891, 32 967 tonnes en 1867, 36 518 tonnes en 1869 et 50 543 tonnes en 1870.
En 2009, le BRGM émet un appel d'offres pour que la tête du puits no 1 soit mise en sécurité. Les travaux consistent à mettre en sécurité définitivement la tête de puits qui est située dans une propriété en créant, par jet-grouting, un « comportement monolithique à l'extérieur du puits » à une profondeur d'au moins 25 mètres, en préservant l'intégralité du puits et de son cuvelage. Le puits, d'un diamètre de 4,20 mètres n'est donc pas remblayé, il est juste obturé en surface par la mise en place d'une dalle en béton armé munie d'un regard de visite et d'un dispositif pour le contrôle des gaz de mine et le contrôle du niveau d'eau, cette installation est communément désignée sous le nom de tête de puits matérialisée. L'appel d'offres prévoit qu'après les travaux de mise en sécurité, le terrain est revégétalisé. Ces travaux ont eu lieu.

### Fosseno2 d'Annezin
50° 31′ 47″ N, 2° 35′ 34″ E
La fosse no 2, primitivement nommée no 3, à Annezin est ouverte en 1873, par le procédé Kind-Chaudron. Les terrains tertiaires sont épais de 29,50 mètres dont 14,30 mètres de sables mouvants, qu'on traverse avec une tour en maçonnerie, puis un tube en fonte. Les argiles sont ensuite traversées à l'aide de deux tubes concentriques en tôle, descendus jusqu'à 26,50 mètres. La base du cuvelage est à 110 mètres, et le terrain houiller à 193 mètres. La profondeur totale est de 335 mètres. La fosse entre en faible production en 1877.